# Thomas E. Bramlette

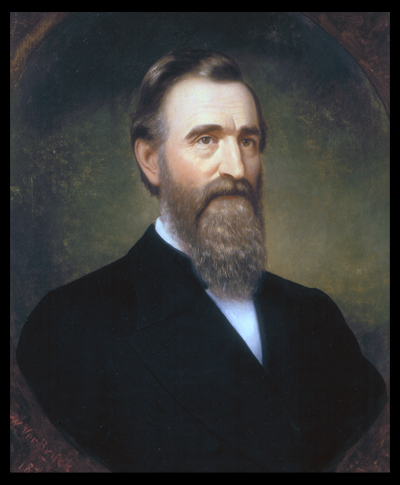
Thomas Bramlette

Thomas Elliott Bramlette (* 3. Januar 1817 im Cumberland County, Kentucky; † 12. Januar 1875 in Louisville, Kentucky) war ein US-amerikanischer Jurist, Politiker und Offizier. Von 1863 bis 1867 war er Gouverneur von Kentucky.

## Frühe Jahre und politischer Aufstieg
Nach den örtlichen Schulen studierte Thomas Bramlette Jura und wurde 1837 als Rechtsanwalt zugelassen. Anschließend praktizierte er in Louisville als Anwalt. Seine politische Karriere begann 1841 mit seiner Wahl in das Repräsentantenhaus von Kentucky. Im Jahr 1848 wurde er von Gouverneur John J. Crittenden zum Staatsanwalt ernannt, was er auch bis 1851 blieb. Zwischenzeitlich war er wieder als Anwalt tätig, ehe er von 1856 bis 1861 Richter wurde.

## Bürgerkrieg und Gouverneur
Als Unterstützer der Union stellte er zu Beginn des Bürgerkrieges ein Infanterie-Regiment auf, das er als Colonel kommandierte und den Unionsstreitkräften unterstellte. Das verletzte zwar die offiziell verkündete Neutralität Kentuckys, was aber damals kaum jemanden störte. Es gab sowohl in der Unionsarmee, als auch auf Seiten der Konföderation, Einheiten aus Kentucky. Im Jahr 1862 wurde er von Präsident Abraham Lincoln zum Bezirksstaatsanwalt für den von der Union kontrollierten Teil Kentuckys ernannt. In dieser Eigenschaft ging er entschieden gegen Anhänger der Konföderation vor, denen Landesverrat vorgeworfen wurde. Gleichzeitig drang die Armee der Konföderierten in das Land vor und wurde erst später wieder zurückgeschlagen. Dadurch war sowohl die militärische als auch die politische Situation des Staates unübersichtlich und teilweise chaotisch. So gab es beispielsweise eine offiziell nicht anerkannte konföderierte Gegenregierung, die zwar ohne Macht und Einfluss war, aber Kentuckys Aufnahme in die Konföderation betrieb. Da die offizielle Regierung bei der Union verblieben war, gehörte Kentucky nun theoretisch zu beiden Lagern.
Im August 1863 wurde Bramlette als Kandidat der Demokraten mit 79,6 % der Stimmen gegen den früheren Amtsinhaber Charles Wickliffe zum neuen Gouverneur von Kentucky gewählt. Seine Amtszeit begann noch mitten im Krieg und endete im September 1867. Naturgemäß konnte er nur in dem Teil des Staates regieren, der von der Union kontrolliert wurde. Im Laufe der Zeit wurden die Konföderierten aus Kentucky vertrieben. Da aber auch die Unionsarmee das Gebiet militärisch kontrollierte, war der Gouverneur, zumindest während des Krieges, auf eine Kooperation mit den örtlichen Kommandeuren angewiesen. Die Zusammenarbeit verlief nicht immer reibungslos und der Gouverneur war auch mit der Politik Lincolns in Bezug auf Kentucky sehr unzufrieden. Die Armee wandte das militärische Besatzungsrecht an und es kam zu einigen Übergriffen, bei denen sich der Unionsgeneral Stephen G. Burbridge den Beinamen „Butcher of Kentucky“ erwarb. Bramlette lehnte sowohl eine Kandidatur für den Kongress als auch das Angebot der Demokraten, 1864 für die Vizepräsidentschaft zu kandidieren, ab. Im weiteren Verlauf seiner Amtszeit war er bemüht, die Kriegsfolgen zu mindern. Er erließ eine Amnestie für die meisten ehemaligen konföderierten Soldaten und unterstützte die Verleihung der Bürgerrechte an ehemalige Sklaven. Den 13. und 14. Verfassungszusatz lehnte er aber, genau wie die Mehrheit des Parlaments von Kentucky, ab.
Es gelang ihm nach einigen Schwierigkeiten, den neuen Präsidenten Andrew Johnson zur Aufhebung des Militärrechts in Kentucky zu bewegen. Gleichzeitig versuchte er der Nachkriegsgewalt Herr zu werden und radikale Ausschreitungen aller Art zu verhindern. Tatsächlich gelang es ihm, die Kriminalitätsrate zu senken. Außerdem arbeitete er am Abbau der Staatsverschuldung. Während der Regierung von Gouverneur Bramlette wurde ein College für landwirtschaftliche und handwerkliche Belange gegründet, woraus später die University of Kentucky entstand.

## Lebensabend und Tod
Am 3. September 1867 endete seine Amtszeit und Bramlette unternahm später noch einen vergeblichen Versuch, in den US-Senat gewählt zu werden. Er wurde stattdessen wieder Anwalt in Louisville, wo er auch im Januar 1875 verstarb.